# Шлайфер, Виталий Григорьевич
Вита́лий Григо́рьевич Шла́йфер (25 июля 1946, Грозный, СССР — 22 апреля 2014, Израиль) — украинский коллекционер, бизнесмен и писатель. Создатель Музея истории оружия, руководитель мастерской авторского оружия, издатель и главный редактор альманаха «История оружия».

## Биография
Родился в семье врачей. Отец, Герш Рувимович Шлайфер, — военный врач, фронтовик, награждённый двумя орденами и медалями, завершил военную службу в звании подполковника, продолжал работать врачом до конца жизни. Мать — Клара-Хая Шаммуновна Шлайфер (урождённая Рабиханукаева), хирург.
В 1961—1965 годах учился в Запорожском радиотехникуме. В 1972 году после заочного обучения окончил Запорожский машиностроительный институт. По образованию — радиоинженер.
После службы в армии шесть лет работал на полярной станции на мысе Челюскин, где занимался полярными исследованиями атмосферы на аэрологическом локаторе. Там он стал профессиональным охотником и с тех пор заинтересовался изучением оружия, охоты и их истории.
После возвращения работал на нескольких предприятиях города Запорожье. В 1992 году основал НПК ООО «Диана-92» и стал его генеральным директором.

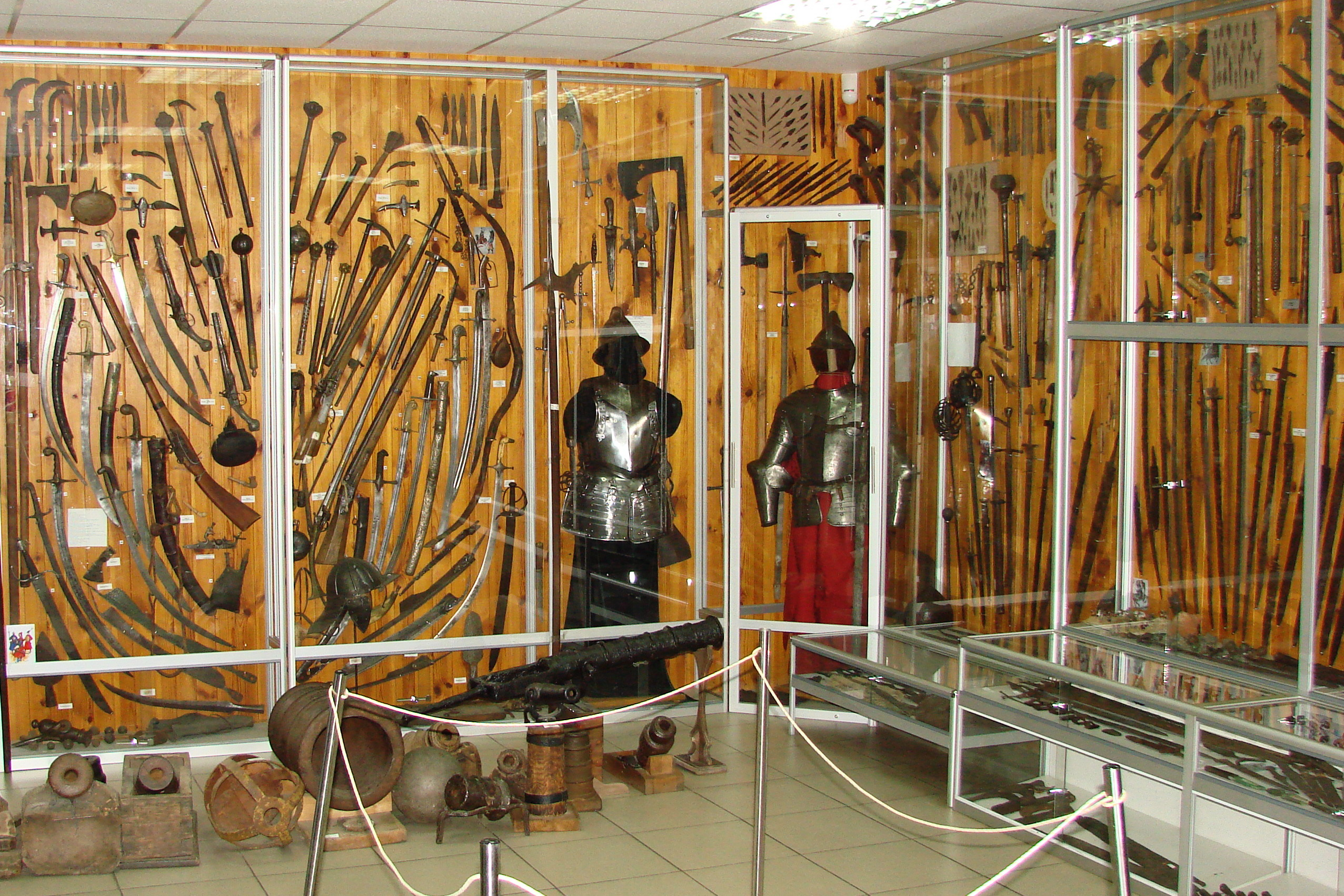
Музей истории оружия в Запорожье

В 2004 году открыл в Запорожье Музей истории оружия, насчитывающий более 4000 экспонатов, и был его директором до конца жизни.
Помимо предпринимательской деятельности занимался научно-исследовательской работой, руководил мастерской изобразительного творчества и писал книги.

## Научно-исследовательская деятельность
- Участник международных научных конференций «Война и оружие». Артмузей Санкт-Петербург. 2010, 2011, 2012, 2013 годы[2].
- Участник международной конференции по истории оружия в Оружейной палате г. Москва 2011 г.
- Участник международной конференции по истории оружия в Тульском оружейном музее в октябре 2013 г.
- Организатор международных симпозиумов в Запорожском Музее истории оружия в сентябре 2012 и сентябре 2013 годов.[3].
- Участник многих тематических телевизионных передач и дискуссий.
- Автор большого количества научных и научно-популярных статей по истории оружия.

## Издательская деятельность
С 2008 года главный редактор и издатель альманаха «История оружия»
- Альманах «История оружия». — Запорожье, 2008. — № 1. — 144 с.
- Альманах «История оружия». — Запорожье, 2011. — № 2-3. — 127 с.
- Альманах «История оружия». — Запорожье, 2011. — № 4. — 126 с.
- Альбом «Авторское оружие мастерской Виталия Шлайфера». — Запорожье, 2011. — № 1. — 21 с.
- Альбом «Шахматный набор Казачьи битвы мастерской Виталия Шлайфера». — Запорожье, 2012. — № 1. — 12 с.
- Альманах «История оружия». — Запорожье, 2012. — № 5-6. — 158 с.
- Альманах «История оружия» (Ривкин К. Холодное оружие Кавказа. Определитель). — Запорожье, 2012. — № 7. — 64 с.
- Альбом «Авторское оружие мастерской Виталия Шлайфера». — Запорожье, 2012. — № 2. — 26 с.
- Альманах «История оружия» — Запорожье, 2013. — № 8-9. — 171 с.
- Альбом «Авторское оружие мастерской Виталия Шлайфера». — Запорожье, 2013. — № 3. — 28 с.

## Литературная деятельность
- 2006 года повесть «Амазонки на Хортице», переиздается 2009, 2010 гг. с 2012 вместе с романом «Время собирать клады», 2 издания в издательстве «Фолио».
- 2012 года книги «Время собирать клады», «Амазонки на Хортице», издательство «Фолио».

Участник литературных форумов во Львове, киевском Арсенале, совместных выступлений с писателями Ю. Винничуком и А. Курковым.

## Творчество
С 2003 года автор и руководитель творческой мастерской по изготовлению композиций с использованием авторского оружия.
2003 г.
- Авторская композиция «Днепровские глубины». Автор и руководитель проекта — Виталий Шлайфер, художник — С.Шишков.

2004 г.
- Авторская композиция «Победа скифов». Автор и руководитель проекта — Виталий Шлайфер, художники — П.Солоненко, С.Шишков.

2005 г.
- Коллаж «День победы». Автор и исполнитель проекта — Виталий Шлайфер
- Нож авторский «Ныряльщицы за жемчугом». Автор и руководитель проекта — Виталий Шлайфер. Художники — С.Шишков, С.Хижняк. Клинок — ножевой центр «Булат».

2006 г.
- Авторская композиция «Золотое руно». Автор и руководитель — Виталий Шлайфер. Художник и клинковые работы — Мамур Саидахунов. Резьба по рогу и кости — Сергей Шишков.
- Авторская композиция «В плавнях острова Хортицы». Автор и руководитель проекта — Виталий Шлайфер. Клинок — ножевой центр «Булат». Художник по серебру С.Хижняк. Художник — сборщик С.Шишков.
- Авторская композиция «Как казаки гарем брали». Автор и руководитель проекта — Виталий Шлайфер. Художник — резчик — Павел Солоненко. Клинок — Игоря Пампухи (Москва).(Видеообзор)
- Авторская композиция «На охоте». Автор и руководитель — Виталий Шлайфер. Художник и клинковые работы — Мамур Саидахунов. Резьба по рогу и кости — Сергей Шишков.
- Авторская композиция «Панночка» Автор и руководитель проекта — Виталий Шлайфер. Клинок — ножевой центр «Булат». Художник — Павел Солоненко. Материалы: дамасская сталь, золото, серебро, мамонтовая кость, мрамор.(Видеообзор)
- Авторская композиция «Ночной лес». Автор и руководитель проекта — Виталий Шлайфер, художник — С.Хижняк, художник сборщик — С.Шишков. Клинок — ножевой центр «Булат».
- Авторская композиция «Булава-бунчук». Автор и руководитель проекта — Виталий Шлайфер, художник — С.Хижняк. Клинок — ножевой центр «Булат».

2007 г.
- Авторская композиция «Экклезиаст». Автор и руководитель — Виталий Шлайфер. Клинок — ножевой центр «Булат». Художник по серебру С.Хижняк. Художник — сборщик С.Шишков.
- Авторская композиция «10 заповедей». Автор и руководитель — Виталий Шлайфер. Художник — С. Хижняк, С. Шишков. Клинок — ножевой центр «Булат».
- Авторская композиция «Русалки». Автор и руководитель — Виталий Шлайфер. Художники — Юрий Шейко, Станислав Хижняк. Художник-сборщик — Сергей Шишков. Клинок — ножевой центр «Булат».
- Авторская композиция «Загадка жизни». Автор и руководитель проекта — Виталий Шлайфер, художник — П.Солоненко.
- Авторская композиция «Пернач». Автор и руководитель проекта — Виталий Шлайфер, художники — С.Хижняк, С.Шишков. Клинок — ножевой центр «Булат».
- Авторская композиция «Дар Царицы Савской». Автор и руководитель проекта — Виталий Шлайфер, художник — С.Шишков. Клинок — ножевой центр «Булат».
- Авторская композиция «Булава-кинжал». Автор и руководитель проекта — Виталий Шлайфер, художники — С.Хижняк, С.Шишков. Булатный клинок работы П.Федоряки
- Авторская композиция «Амазонка». Автор и руководитель проекта — Виталий Шлайфер, художники — П.Солоненко, С.Шишков. Клинок — ножевой центр «Булат».

2008 г.
- Сабля «Памяти П.Сагайдачного». Автор и руководитель проекта — Виталий Шлайфер, художник — С.Шишков, Травление — А.Денисенко, Золочение и чернение — В.Бут. Клинок — ножевой центр «Булат». (Видеообзор)
- Авторская композиция «Улитка на склоне». Автор и руководитель проекта — Виталий Шлайфер, художники — Ю.Шейко, С.Шишков. Клинок — ножевой центр «Булат».
- Авторская композиция «Генезис». Автор и руководитель проекта — Виталий Шлайфер, художники — С.Хижняк, П.Солоненко, С.Шишков. Клинок — ножевой центр «Булат».
- Авторская композиция «Остров сокровищ». Автор и руководитель проекта — Виталий Шлайфер, художник — С.Шишков. Клинок — ножевой центр «Булат».
- Авторская композиция «Давид и Голиаф». Автор и руководитель — Виталий Шлайфер. Художники — В. Щербина, С. Шишков, С. Хижняк.
- Авторская композиция «Сказка о золотой рыбке». Автор и руководитель проекта — Виталий Шлайфер. Художник — Стас Хижняк. Художник-сборщик — Сергей Шишков. Клинок — ножевой центр «Булат».

2009 г.
- Авторская композиция «За порогами — Хортица». Автор и руководитель проекта — Виталий Шлайфер. Художники — С. Хижняк, С. Шишков. Клинок — ножевой центр «Булат».
- Авторская композиция «Песнь Песней». Автор и руководитель проекта — Виталий Шлайфер, художники — С.Шишков, И.Эпштейн. Клинок — ножевой центр «Булат».

2010 г.
- Меч памятный «История Украины». Автор и руководитель проекта — Виталий Шлайфер, художник -С.Шишков. Травление клинка — А.Денисенко, Клинок работы С.Григорьева.
- Авторская композиция «Единорог». Автор и руководитель проекта — Виталий Шлайфер, художник — П.Солоненко. Клинок — ножевой центр «Булат».
- Авторская композиция «Булава-стилет». Автор и руководитель проекта — Виталий Шлайфер, художники — С.Хижняк, С.Шишков. Клинок — ножевой центр «Булат».
- Булава гетманская. Автор и руководитель проекта — Виталий Шлайфер, художники — С.Хижняк, С.Шишков. Клинок — ножевой центр «Булат».

2011 г.
- Авторская композиция «Искуситель». Автор и руководитель проекта В.Шлайфер. Художники П.Шейко, С.Шишков. Клинок — ножевой центр «Булат».
- Авторская композиция «Помним». Автор и руководитель проекта — Виталий Шлайфер, художники — С.Шишков, П.Солоненко. Клинок — ножевой центр «Булат».

2012 г.
- Авторская композиция «Булава». Автор и руководитель проекта — Виталий Шлайфер, художник — С.Хижняк. Клинок — ножевой центр «Булат».
- Иллюстрация к сказке «Снежная королева». Автор и руководитель — Виталий Шлайфер, художники — С.Шишков, С.Хижняк. Клинок работы В.Соскова (Россия).
- Авторская композиция «Булава-пернач» памяти гетмана Петра Сагайдачного. Автор и руководитель проекта — Виталий Шлайфер, художник — С.Хижняк. Клинок — ножевой центр «Булат».

2013 г.
- Авторская композиция «Предсказатель». Автор и руководитель проекта — Виталий Шлайфер, автор клинка — Л.Архангельский (Россия), художники — С.Хижняк, С.Шишков. (Видеообзор)
- Авторская композиция «Хамелеон на охоте». Автор и руководитель проекта — Виталий Шлайфер, сборка — С.Шишков, художник — С.Хижняк. Автор клинка — Лео Лернер (США). (Видеообзор)
- Булава-пернач: 13 порогов Днепра. Автор и руководитель проекта — Виталий Шлайфер, художник — С.Хижняк. Клинок — ножевой центр «Булат».
- Нож из серии «Герои Украины», посвященный о. Хортица. Автор и руководитель проекта — Виталий Шлайфер, художник — С.Шишков. Клинок — ножевой центр «Булат».
- Булава многоцветная. Автор и руководитель проекта — Виталий Шлайфер, художник — С.Хижняк. Клинок — ножевой центр «Булат».